# Gascogne

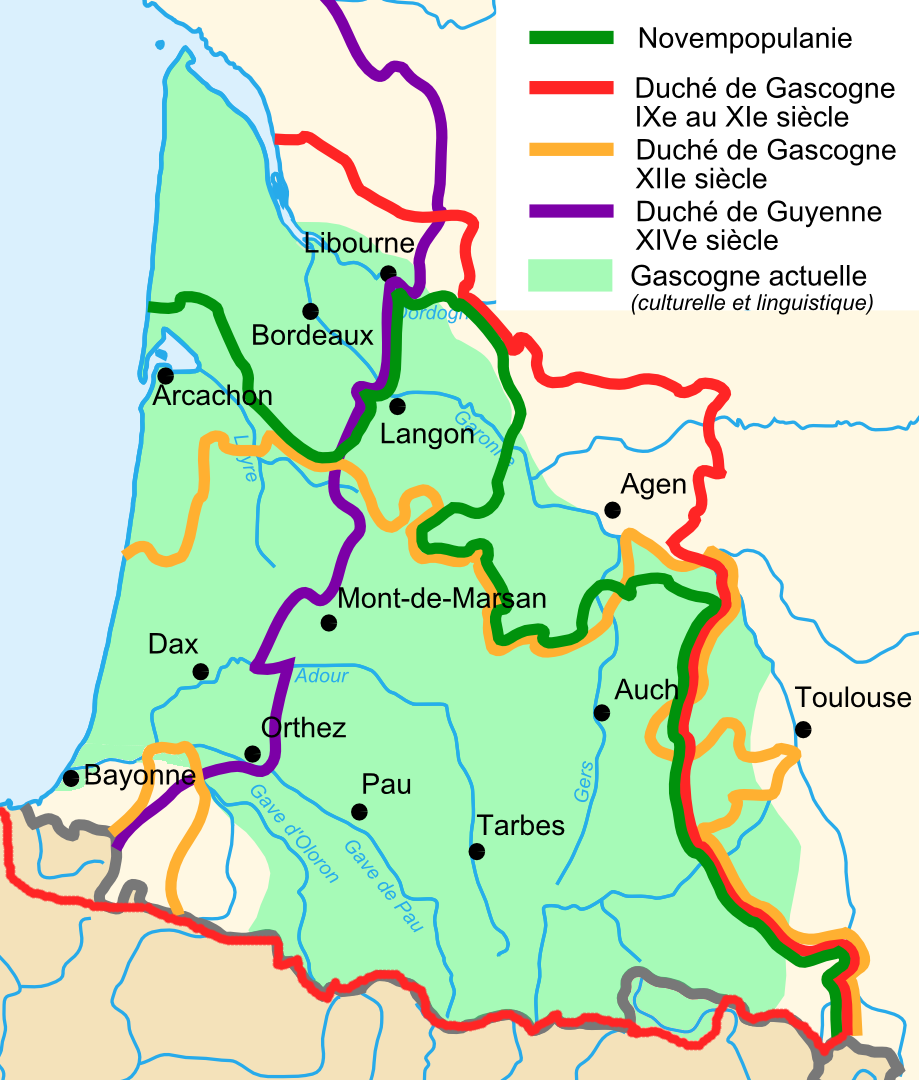
grün = Aquitania novempopulana, 3. Jh.
rot = Herzogtum Gascogne, 9.–11. Jh.
gelb = Herzogtum Gascogne, 12. Jh.
lila = Herzogtum Guyenne, 14. Jh.
grün unterlegt = gascognische Mundart

Die historische Provinz Gascogne mit den heutigen Départements

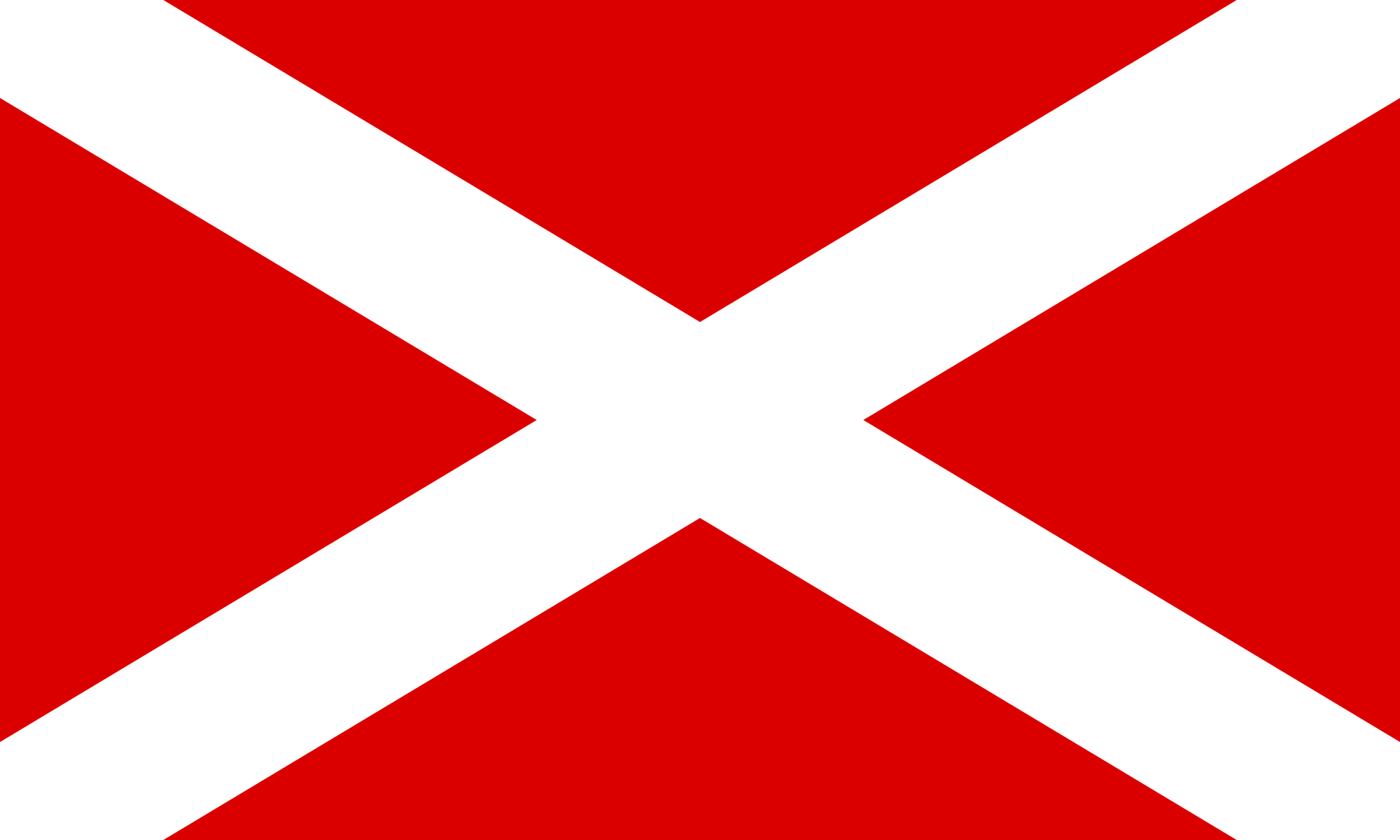
Flagge der Gascogne (Union gascona)

Wappen der Gascogne

Die Gascogne (gaskognisch Gasconha [gasˈkuɲɔ / gasˈkuɲə]) ist eine historische Provinz im Südwesten Frankreichs. Die einheimische Sprache der Gascogne ist das Gaskognische, ein Zweig der okzitanischen Sprache.

## Gebiet
Die Gascogne umfasst ungefähr die heutigen Départements Landes, Gers und Hautes-Pyrénées sowie Teile der Départements Lot-et-Garonne, Tarn-et-Garonne, Haute-Garonne, Gironde und Ariège, die zu den Regionen Nouvelle-Aquitaine und Okzitanien gehören. Historisch waren auch die baskischen Provinzen Labourd und Soule (Département Pyrénées-Atlantiques) mit der Gascogne verbunden. Das Val d’Aran in Katalonien gehört sprachlich zur Gascogne, die gascognische Sprache hat dort den Status einer Amtssprache.

## Wirtschaft
Traditionelle Wirtschaftszweige sind:
- Fischfang
- Weinanbau und -verarbeitung (Spezialitäten: Armagnac, Arrufiat)
- Tourismus (zahlreiche Schlösser, Klöster, auch Seebäder)
- Waldwirtschaft

## Städte
Die wichtigsten Städte der Gascogne sind:
- die historische Hauptstadt Auch
- Bayonne (im Labourd)
- Biarritz (im Labourd)
- Dax
- Lourdes
- Bagnères-de-Luchon
- Tarbes

In der historischen Landschaft findet sich der Geburtsort der literarischen Figur d'Artagnan des Romanciers Alexandre Dumas (bei Lupiac in Schloss Castelmore).

## Geschichte der Gascogne
Das Gebiet, das später zur Gascogne wurde, war in der Antike von den Aquitaniern besiedelt, die im Gegensatz zu den übrigen Bewohnern Galliens nicht Keltisch, sondern vermutlich eine mit dem Baskischen verwandte Sprache sprachen. Nach der römischen Eroberung Galliens wurde das Gebiet als Aquitanien bezeichnet und vom übrigen Gallien unterschieden. Bei der Einteilung des Römischen Reiches in Provinzen wurde die Provinz Aquitanien bis an die Loire ausgedehnt, das Gebiet südlich der Garonne später als Provincia Novempopulana davon abgetrennt. Im Zuge der allmählichen Romanisierung des Gebietes entwickelte sich hier die gascognische Sprache, eine Varietät des Okzitanischen, die baskische Einflüsse aufweist.
Später gehörte die Gascogne zum Tolosanischen Reich der Westgoten. Im Jahr 507, nach der Schlacht von Vouillé, dehnte sich das Frankenreich bis an die Pyrenäen aus, gewann aber keine feste Kontrolle über das Gebiet. In der Folgezeit wanderten Basken aus der Gegend südlich der Pyrenäen ein und besiedelten Gebiete bis hin zur Garonne. Die Region bekam nun den Namen Vasconia (von vasco, „Baske“), woraus in der romanischen Landessprache Gascogna wurde. Die romanische Sprache der Region blieb neben dem Baskischen bestehen.
Nach einer Zeit der Herrschaft fränkischer Herzöge (Bladast 581, Austrowald 587) akzeptierten die Gascogner im Jahr 603 die Oberhoheit der Merowinger. Dennoch musste König Dagobert I. sie 635 mit einer burgundischen Armee erneut unter seine Herrschaft zwingen. Abermals wurde ein fränkischer Herzog ernannt. Das gascognische Herzogtum wurde um 660 in das Herzogtum Aquitanien unter Herzog Felix und Herzog Lupus eingegliedert.

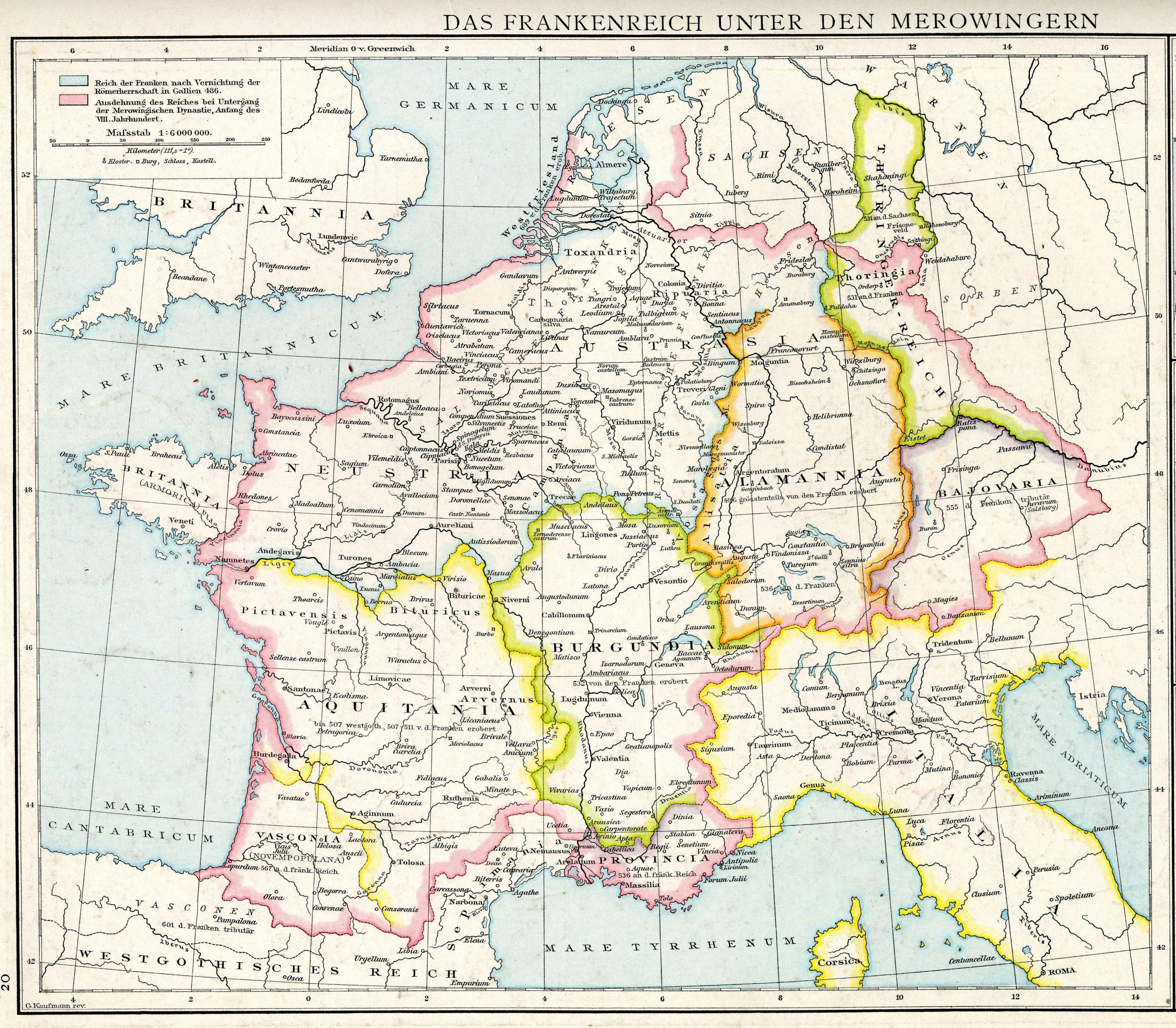
Aquitania und Vasconia als Teile des Fränkischen Reiches zu Zeiten der Merowinger

Nach dem Sieg Karl Martells im Jahr 732 in der Schlacht von Tours und Poitiers über die Anfang des 8. Jahrhunderts nach Norden vorgedrungenen Mauren gehörte das Land nördlich der Pyrenäen wieder zum Frankenreich, auch wenn Pippin der Jüngere und Karlmann I. erhebliche Anstrengungen gegen immer neue Aufstände der Basken unternehmen mussten. Karl der Große unterwarf schließlich 769/770 die Gascogne und überzog das Land mit fränkischen Grafen und Garnisonen, wobei die Franken 778 in der Schlacht von Roncesvalles eine empfindliche Niederlage erlitten. Karl der Große unterwarf die Gascogner erneut, doch weitere Revolten brachten nach 812 die faktische Unabhängigkeit der Gascogne innerhalb des aquitanischen Königreichs, das ein Unterkönigreich des Frankenreiches bildete. König Pippin I. von Aquitanien ernannte 819 einen Grafen, Aznar Sánchez († 836), der eine weitgehend eigenständige Politik betreiben konnte und meist Karl den Kahlen gegen Pippin unterstützte. Sein Bruder, Sancho Sánchez, trat von 848 an als Herzog auf und unterstützte zeitweise Pippin II. von Aquitanien, wandte sich dann aber gegen ihn und lieferte ihn 852 an Karl den Kahlen aus.
Im 10. Jahrhundert, unter Herzog García Sánchez le Tors, erstreckte sich die Gascogne bis hinauf nach Bordeaux, das nun Hauptstadt wurde (nach Eauze und Auch). Zugleich musste im Süden nach Navarra auch Aragón aufgegeben werden und wurde die Oberhoheit über mehrere Grafschaften und Vizegrafschaften entlang der Pyrenäen geschwächt.

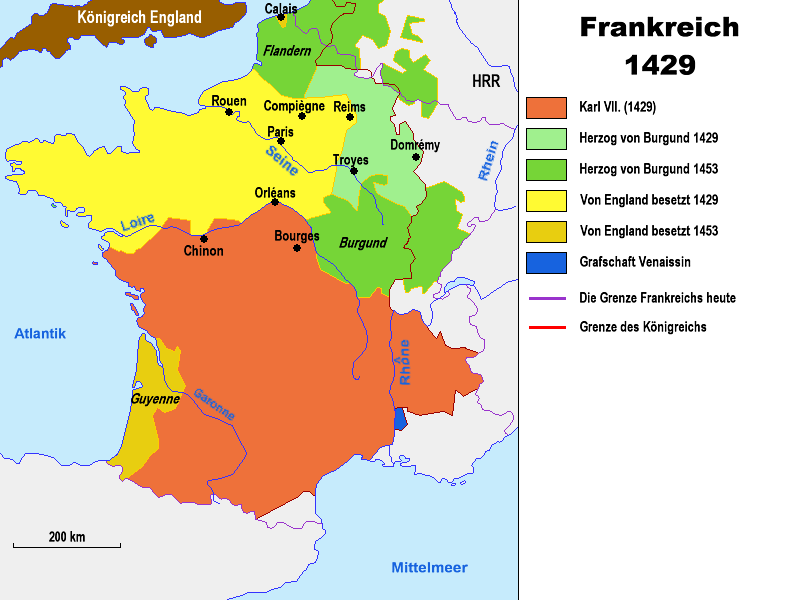
Herrschaftsbereiche in Frankreich im Hundertjährigen Krieg um 1429

Frankreich 1477, nach Beendigung des Hundertjährigen Krieges

Nach dem Aussterben der alten Herzogsfamilie übernahm Odo von Aquitanien 1032 die Herrschaft im Herzogtum, ihm folgte 1040 sein Neffe, Bernard II. Tumapaler, Graf von Armagnac, der aber 1052 die Macht an Odos Halbbruder Guido Gottfried (Wilhelm VIII. von Aquitanien) verlor. Das Schicksal der Gascogne folgte fortan demjenigen Aquitaniens. Herren des Landes wurden durch die beiden Ehen der Thronerbin Eleonore von Aquitanien zunächst Ludwig VII. von Frankreich und danach die Plantagenets.
Unter König Johann ohne Land teilte sich das Land in die Unterstützer des ins Land eingefallenen Königs Alfons VIII. von Kastilien einerseits und des gegen die Albigenserkreuzzüge kämpfenden Grafen Raimund VI. von Toulouse. Der Vertrag von Paris (1259) mit Heinrich III. von England  überließ die Gascogne England, was durch den Vertrag von Brétigny (1360) mit Eduard III. von England bestätigt wurde.
Die Politik des „Schwarzen Prinzen“ Edward of Woodstock um 1360 entfremdete das Land den Engländern, sodass es für die Armee Karls V. von Frankreich ein Leichtes war, die Gascogne zu erobern, bis sich die Herrschaft der Engländer im Jahr 1380 auf zwei voneinander getrennte Gebiete (Bordeaux, Médoc, Blaye, Castillon, Rions und Buch einerseits sowie Bayonne, Dax und Saint-Sever andererseits) beschränkte. Berühmt ist auch die Schlacht bei Castillon am 17. Juli 1453, der entscheidende Waffengang zwischen Heinrich VI. von England und Karl VII. von Frankreich, der zugunsten Frankreichs ausfiel und den 1339 begonnenen Hundertjährigen Krieg beendete. Bereits die Siege Karls VII. im Jahr 1442 und Jean de Dunois’ im Jahr 1451 hatten zur endgültigen Vertreibung der Engländer aus der Gascogne geführt.
Vor der Revolution bildete die Gascogne eine eigene Provinz im Königreich Frankreich, die in einem Gouvernement mit der Guyenne zusammengeschlossen war. Sie zerfiel in Grafschaften und Vizegrafschaften, die teilweise über eine eigene Ständeversammlung verfügten.

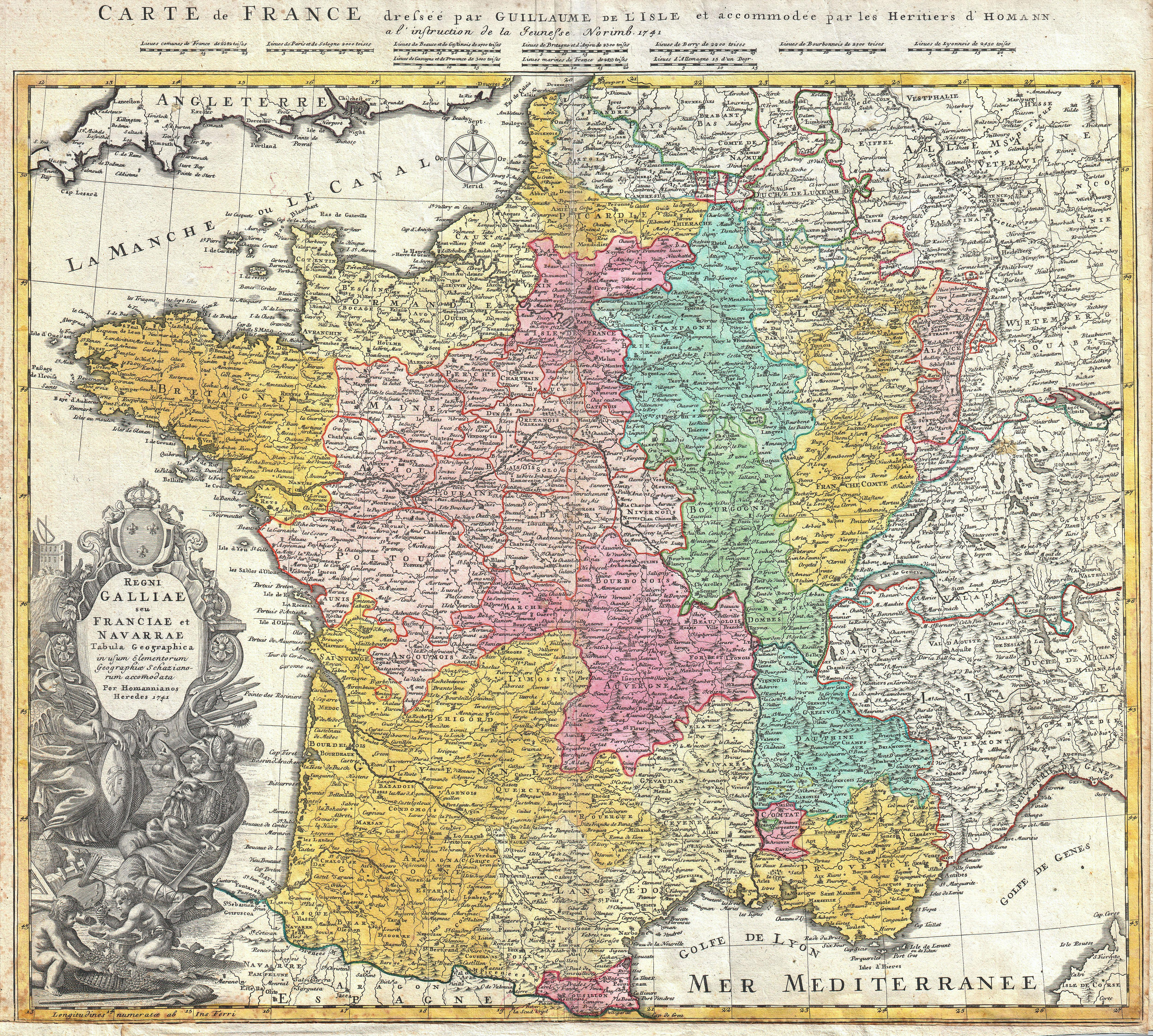
Die Verwaltungsgliederung Frankreichs zur Zeit des Ancien Régime, nach einer 1721 von dem Hofgeographen Guillaume Delisle angefertigten Karte. In Nürnberg von den Erben Johann Baptist Homanns (1664–1724) im Jahre 1741 gedruckt

Im Zuge der Bildung der Départements zur Zeit der Französischen Revolution wurde die Gascogne als politische Einheit aufgelöst und durch die heutigen Départements ersetzt. Infolge der Schaffung und zunehmenden Stärkung der Regionen Frankreichs seit 1972 teilt sich die Gascogne heute in ein Gebiet, das den Süden der Region Nouvelle-Aquitaine bildet, und ein weiteres, das im Westen der Region Okzitanien liegt.

## Bekannte Gascogner
- Guillaume Arrufat des Forges († 1311, Kardinal und Neffe von Papst Clemens V.)
- Charles d’Artagnan de Batz-Castelmore (1611/15–1673, Offizier der Musketiere der Garde und Vorlage für die Hauptfigur des Romans Die drei Musketiere)
- Montesquieu (1689–1755, Philosoph)
- Philippe Douste-Blazy (* 1953, Politiker)
- Jacques Duclos (1896–1975, Politiker)
- Joseph August du Cros (um 1640–1728, hugenottischer Diplomat)
- Armand Fallières (1841–1931, Politiker, französischer Staatspräsident von 1906 bis 1913)
- Théophile Gautier (1811–1872, Dichter)
- Francis Jammes (1868–1938, Dichter)
- Alain Juppé (* 1945, Politiker)
- Jean Laborde (1805–1878, Industrieller)
- Jean-Luc Lagardère (1928–2003, Industrieller)
- Jean Lannes (1769–1809, General unter Napoléon Bonaparte)
- Pierre de Fermat (1607–1665, Mathematiker)
- Vinzenz von Paul (1581–1660, christlicher Heiliger)
- Bernadette Soubirous (1844–1879, christliche Heilige)
- Étienne de Vignolles genannt La Hire („Herzbube“) (1390–1443, Marschall von Frankreich)